# 勝山町 (福井県)
勝山町（かつやまちょう）は福井県大野郡にあった町。現在の勝山市の冠称のない区域にあたる。

## 地理
- 山岳：大師山、三頭山
- 河川：九頭竜川

## 歴史
- 1889年（明治22年）4月1日 - 町村制の施行により、勝山町（勝山下元禄町、勝山上元禄町、勝山立石町、勝山郡町、勝山袋田町、勝山上後町、勝山中後町、勝山長淵町、勝山富田町、勝山沢町、勝山芳野町及び勝山下後町）の区域をもって、勝山町が発足する。
- 1931年（昭和6年）4月15日 - 猪野瀬村を編入する。
- 1947年（昭和22年）10月25日 - 昭和天皇の戦後巡幸。勝山機業兄弟合資会社などを視察[1]。
- 1954年（昭和29年）9月1日 - 勝山町、荒土村、村岡村、北郷村、北谷村、鹿谷村、遅羽村、平泉寺村及び野向村が合併して、勝山市が発足する。

## 交通

### 鉄道路線
町域には鉄道路線は存在しなかった。京福電気鉄道越前本線（現・えちぜん鉄道勝山永平寺線）の勝山駅は九頭竜川対岸の遅羽村に所在。

### 道路
- 国道157号